# South Venice
South Venice és una concentració de població designada pel cens dels Estats Units a l'estat de Florida. Segons el cens del 2000 tenia 13.539 habitants.

## Demografia
Segons el cens del 2000, South Venice tenia 13.539 habitants, 5.823 habitatges, i 4.081 famílies. La densitat de població era de 841,8 habitants/km².
Dels 5.823 habitatges en un 23,9% hi vivien nens de menys de 18 anys, en un 57,5% hi vivien parelles casades, en un 9,5% dones solteres, i en un 29,9% no eren unitats familiars. En el 22,7% dels habitatges hi vivien persones soles l'11,9% de les quals corresponia a persones de 65 anys o més que vivien soles. El nombre mitjà de persones vivint en cada habitatge era de 2,33 i el nombre mitjà de persones que vivien en cada família era de 2,69.
Per edats la població es repartia de la següent manera: un 19,5% tenia menys de 18 anys, un 5,1% entre 18 i 24, un 25,3% entre 25 i 44, un 25,1% de 45 a 60 i un 25% 65 anys o més.
L'edat mediana era de 45 anys. Per cada 100 dones de 18 o més anys hi havia 90,9 homes.
La renda mediana per habitatge era de 36.590 $ i la renda mediana per família de 40.830 $. Els homes tenien una renda mediana de 29.287 $ mentre que les dones 23.466 $. La renda per capita de la població era de 18.787 $. Entorn del 3% de les famílies i el 5,7% de la població estaven per davall del llindar de pobresa.

## Poblacions més properes
El següent diagrama mostra les poblacions més properes.